# Apple QuickTake
Apple QuickTake blev udviklet i 1992 – "Venus" projektet – i en tid hvor der blev brugt mere end US$ 12 milliader årligt på digital fotografi i U.S.A., så markedet for digital fotografi var enormt. Apple's første digital kamera, "QuickTake 100", blev introduceret i januar 1994, og var et brugervenligt kamera med 1 MB flashhukommelse. Ved at udgive forbindelsesudstyr sammen med "QuickTake 150" i 1995, prøvede Apple samtidig at sælge det til Windows-brugere. Da digitalkameraet ikke sælger særlig godt, kom der ikke flere modeller efter "QuickTake 200" fra 1997.

## Specifikationer
|                | QuickTake 100               | QuickTake 150                   | QuickTake 200                   |
| -------------- | --------------------------- | ------------------------------- | ------------------------------- |
| Billede        | 24-bit                      | 24-bit                          | 24-bit                          |
| Opløsning      | 640x480 pixels              | 640x480 pixels                  | 640x480 pixels                  |
| Billedformat   | PICT, QuickTake             | TIFF, BMP, PCX, JPEG, QuickTake | TIFF, BMP, PCX, JPEG, QuickTake |
| Linse          | 8 mm                        | 8 mm                            | 8 mm                            |
| Hukommelse     | 1MB Flash EPROM             | 1MB Flash EPROM                 | 2-4MB 5v media card             |
| Lukkehastighed | 1/30 til 1/175 af et sekund | 1/30 til 1/175 af et sekund     | 1/4 til 1/5000 af et sekund     |
| Forbindelse    | RS-232C                     | RS-422, RS-232C                 | RS-232c serial, NTSC Video I/O  |
| Introduceret   | 16 februar 1994             | Maj 1995                        | 17 februar 1997                 |
| Bygget af      | Kodak                       | Kodak                           | Fujifilm                        |